# معمار سنان

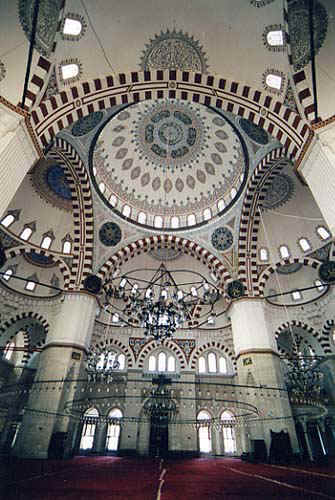
جامع شهزاد محمد وكليته بين عامي (1548/1544م)

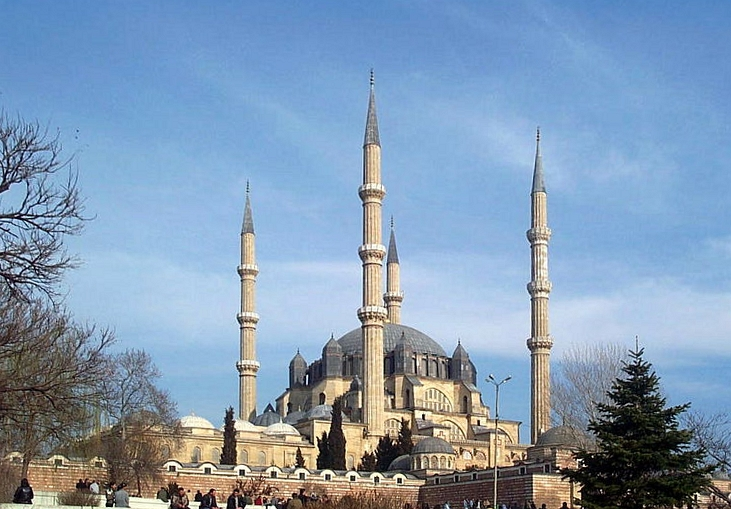
جامع السليمية بأدرنة بين عامي (1568م/1574م)

خوجة مِعمار سِنان آغا (895 هـ / 1489 - 996 هـ / 1588م) كان أشهر معماري عثماني. عاش في القرن العاشر الهجري في أوج العصر الذهبي للعمارة العثمانية وكان رئيس المعماريين وأشهرهم خلال حكم السلاطين الأربعة: سليم الأول وسليمان الأول وسليم الثاني ومراد الثالث.
يقول هـ.كلوك العالم الألماني وأستاذ تاريخ العمارة في جامعة فيينا: ‍إن سنان يتفوق فنيا على مايكل أنجلو صاحب أكبر اسم فني في الحضارة الأوروبية.
ولد في قرية آغيرناص التابعة لولاية قيصرية في الأناضول سنة 1490م في عهد السلطان بايزيد الثاني بن محمد الفاتح. كان نصرانيًا من أصل أرمني أو يوناني ثم أسلم وعمره ثلاث وعشرون سنة، وانضم للجيش الانكشاري عندما كان السلطان سليم الأول يستعد لشن حملة تأديبية على الشاه إسماعيل الصفوي.
عُرف منذ صغره بحبه لشق قنوات المياه في الحدائق، وشغفه ببناء الأكواخ وحظائر الحيوانات. انتقل سنان إلى العاصمة حيث تلقى تعليمه في إحدى مدارسها، والتحق بمدرسة ابتدائية وفيها تعلم القراءة والكتابة والفنون التطبيقية، ثم استكمل تعليمه في «الأوجاق» المعماري الخاص. والأوجاق هو مدرسة العمارة التي تربى فيها كبار المعماريين من أمثال: سنان باشا، وداود أغا، وغيرهما ممن شيدوا أعظم الآثار في تاريخ العمارة العثمانية والعالمية. التحق بمدرسة عسكرية ابتدائية تعلم فيها القراءة والكتابة والفنون التطبيقية وتخصص في النجارة.
في فترة مكوثه في الجيش اطلع على الكثير من الآثار البيزنطية والسلجوقية في إسطنبول والأناضول، كما شاهد مدينة تبريز وآثارها المعمارية الإيرانية وشاهد الطرز المعمارية العربية في حلب وشاهد فنون العمارة في دمشق، والطرز المعمارية في القاهرة من الأيوبية والمملوكية.
في عام 1534م وعند اشتراكه في حملة على إيران بقيادة ابراهيم باشا الصدر الأعظم صدر له أمر ببناء سفن للنقل العسكري فأدى العمل بنجاح. وعند عودته إلى إسطنبول توفي كبير المعماريين الرسميين في الدولة العثمانية «عجم علي» فاقترح الصدر الأعظم تعيينه كبير معماريي الخاصة السلطانية وقد كان في العام 1982م واعترافاً بمنجزاته تم تغيير اسم أكاديمية الفنون في إسطنبول إلى جامعة معمار سنان للفنون الجميلة في الذكرى المئويّة لتأسيسها.

## بداياته

### مولده
ولد سنان باشا في قرية آغرناص التابعة لإيالة قره مان العثمانية (قيصرية في الوقت الحالي) في عهد السلطان بايزيد الثاني، ولد في تاريخ 9 رجب 895 هـ الموافق 15 أبريل 1489م، (وتختلف بعض المصادر الأخرى في ذكر تاريخ ولادته، فتذكر الموسوعة البريطانية أنه ولد في 1490م، ويشير قاموس العمارة الإسلامية أنه ولد في 1491م. ويذكر البروفيسور التركي ريها جوناي أن سنان ولد بين عامي 1494م - 1499م.)
ولد سنان لأبوين مسيحيين حسب اتفاق جل المؤرخين حول هذا، وأنه لم يكن تركي الأصل. واُختلف بعد ذلك في أصل عائلته، ولا يُعلم ما هو أصله بالتحديد حيث يوجد أكثر من قول حول هذا الأمر، وقد فصل فيه المؤرخان «أحمد آق كوندوز» و«سعيد أوزتورك» وذكرا أغلب الأقوال حول هذا الموضوع، والقول الأول والذي تذكره بعض المراجع الأرمنية، ونظراً لكون سنان من قرية آغرناص المرتبطة بمدينة قيصرية، فقد زُعم أنه من أصل أرمني، إلا أن الكاتبين كذبا هذا الادعاء، لأن الأرمن حسب قوانين الدوشيرمة كانوا يؤخذون إلى مؤسسة الإنكشارية حتى القرن السادس عشر بينما كانوا معفيين من نظام الدوشيرمة في عهد السلطان بايزيد، أما القول الثاني هو نسبته إلى أصل يهودي وأن اسمه كان «يوسف سنان» وقد قام بهذا الادعاء بعض الكتاب اليهود، ولكن أيضاً لا توجد حول هذا القول أي وثيقة تاريخية تؤكد هذا. وأيضاً أحد الأقوال هو أنه كان شاباً رومياً (يوناني) اسمه «كريستو» ولكن لا توجد حول هذا أي وثيقة تؤكد هذا الادعاء. وكذلك قيل أنه ينحدر من عائلة مسيحية تركية، وان اسم والده كان «عبد المنان» واسم جده «دوغان يوسف». وكذلك حسب رأي المؤرخ التركي «إبراهيم حقي قونيالي» كان سنان عبداً أعتقه إبراهيم باشا. وقيل أيضاً أنه نمساوي وأنه وقع في أسر العثمانيين وجيء به إلى إسطنبول وأسلم وعمره 23 سنة، وقد قيل أيضاً أنه ألباني، وهو مارجحه جمال الدين فالح الكيلاني وعبد العزيز محمد الشناوي وعماد عبد السلام رؤوف.
أما حسب رأي المؤرخين السالف ذكرهما، فإن اسمه هو «سنان ابن عبد المنان»، وكان سنان من الدوشيرمة، وإنه وإن انحدر من عائلة مسيحية فقد تترَّك وأصبح مسلماً. وهو يُذكر في كتاب «الرسالة المعمارية» تحت اسم «سنان القيصري»، ويُذكر في سجل أحد الأوقاف العائدة لسنان بتاريخ 944 هـ/1585م بأنه استقدم أحد أشقائه من مدينة قيصرية، وأدخله في الدين الإسلامي. وعندما أصدر السلطان سليم الثاني فرماناً بنفي غير المسلمين من أهالي قيصرية إلى قبرص توسط المعمار سنان لدى السلطان لاستثناء أهالي قرية آغرناص من هذا الفرمان واستجاب السلطان لهذا الطلب.

## أعظم أعماله
- جامع ومدرسة الخسروية في حلب المنشأ من قبل المعمار سنان بأمر من والي حلب خسرو بن سنان باشا بين عامي (1544م - 1547م) والذي يعد أول جامع للمعمار سنان.
- جامع شهزاد محمد وكليته بين عامي (1548 / 1544م).
- مسجد خان جامعي في إيفباتوريا بشبه جزيرة القرم بين عامي 1552 و1564.
- جامع السليمانية في إسطنبول عام (1557م).
- جامع السليمية بأدرنة بين عامى (1568م/ 1574م).
- جامع التكية السليمانية في دمشق (1554 / 1555م).
- وضع تصميم جامع الملكة صفية في القاهرة (1019هـ/1610م).
- جامع مهرماه سلطان في إديرنا كابي.
- جامع مهرماه سلطان في أسكدار.
- جامع الشيخ عبد القادر الجيلاني في بغداد كلف بذلك خلال فتح بغداد (1534) من قبل سليمان القانوني.[21]

من أشهر تلاميذه: أحمد آغا، داود آغا، يتيم بابا علي والمعمار يوسف الذي استدعاه بابور شاه إلى الهند ليبني أعمالاً عظيمة في مدن الهند مثل دلهي.

## أعماله في الإنشاءات
كانت واحدة من أهم أعماله هي توسعة المسجد الحرام. تقلّد لقب «مهندس الإمبراطورية العثمانية» لمدة خمسين سنة. المعماري سنان أنشأ أو صمم 476 بناءً (بقي منها في العصر الحديث 196 مبنىً).

## معرض صور

بعض أشهر أعمال معمار سنان
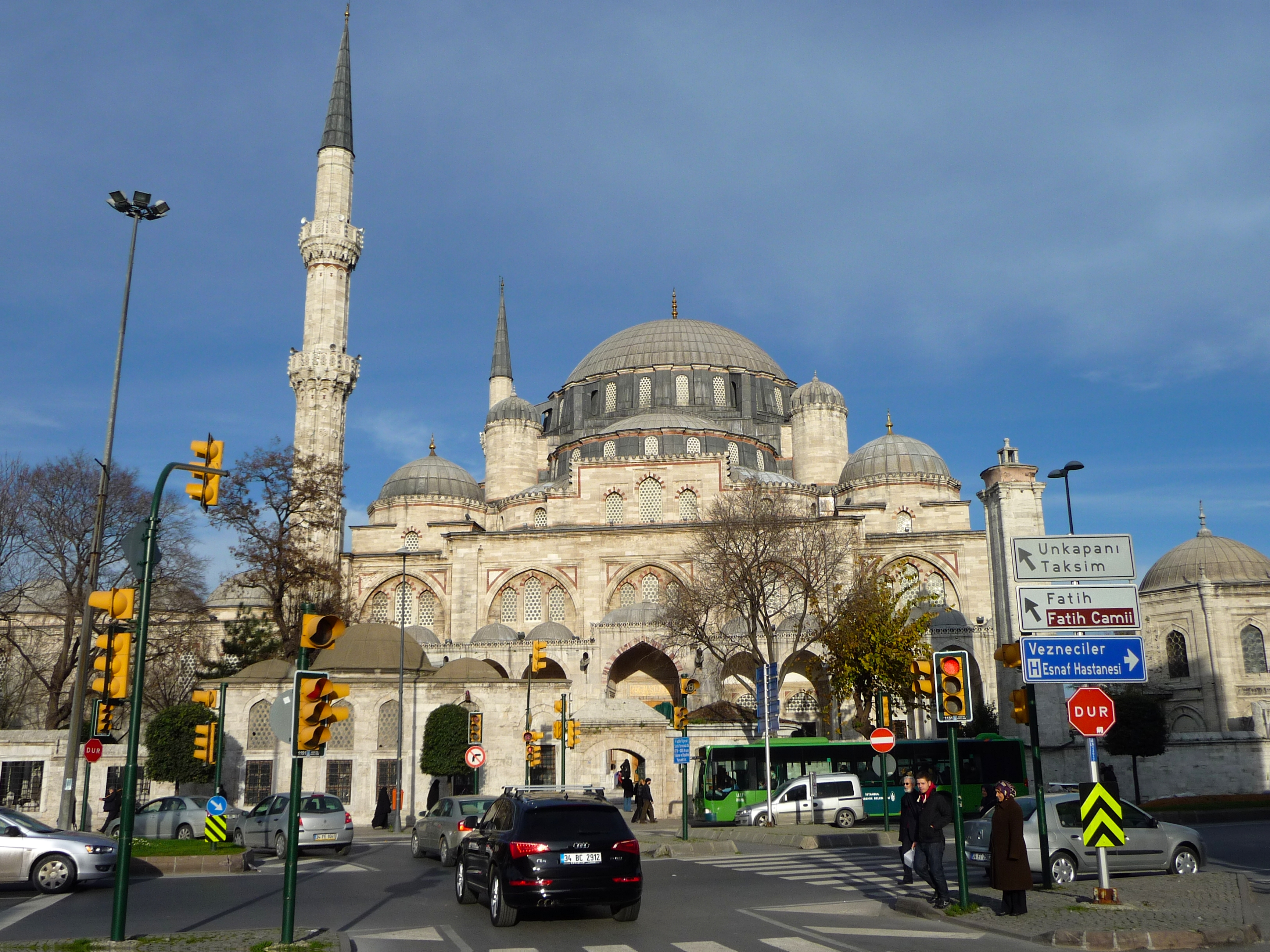
جامع شاهزاده
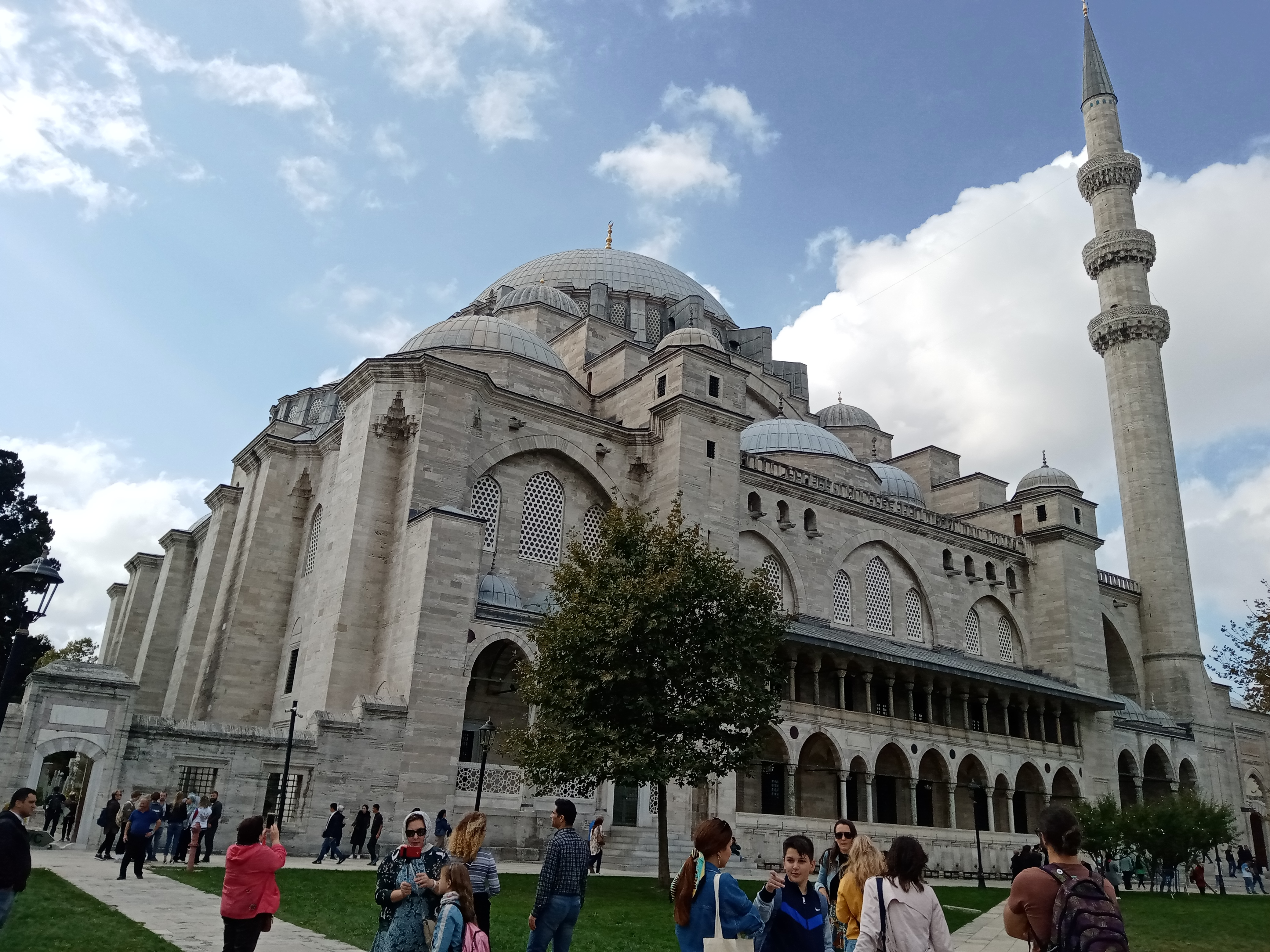
جامع السليمانية
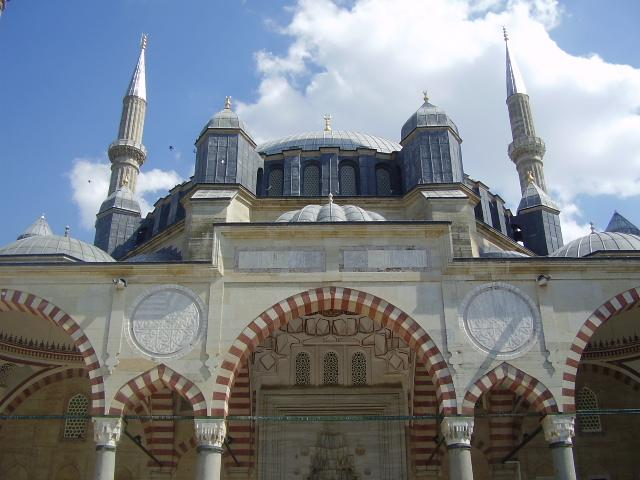
جامع السليمية

تمثال حديث لمعمار سنان أمام جامع السليمية بإدرنة
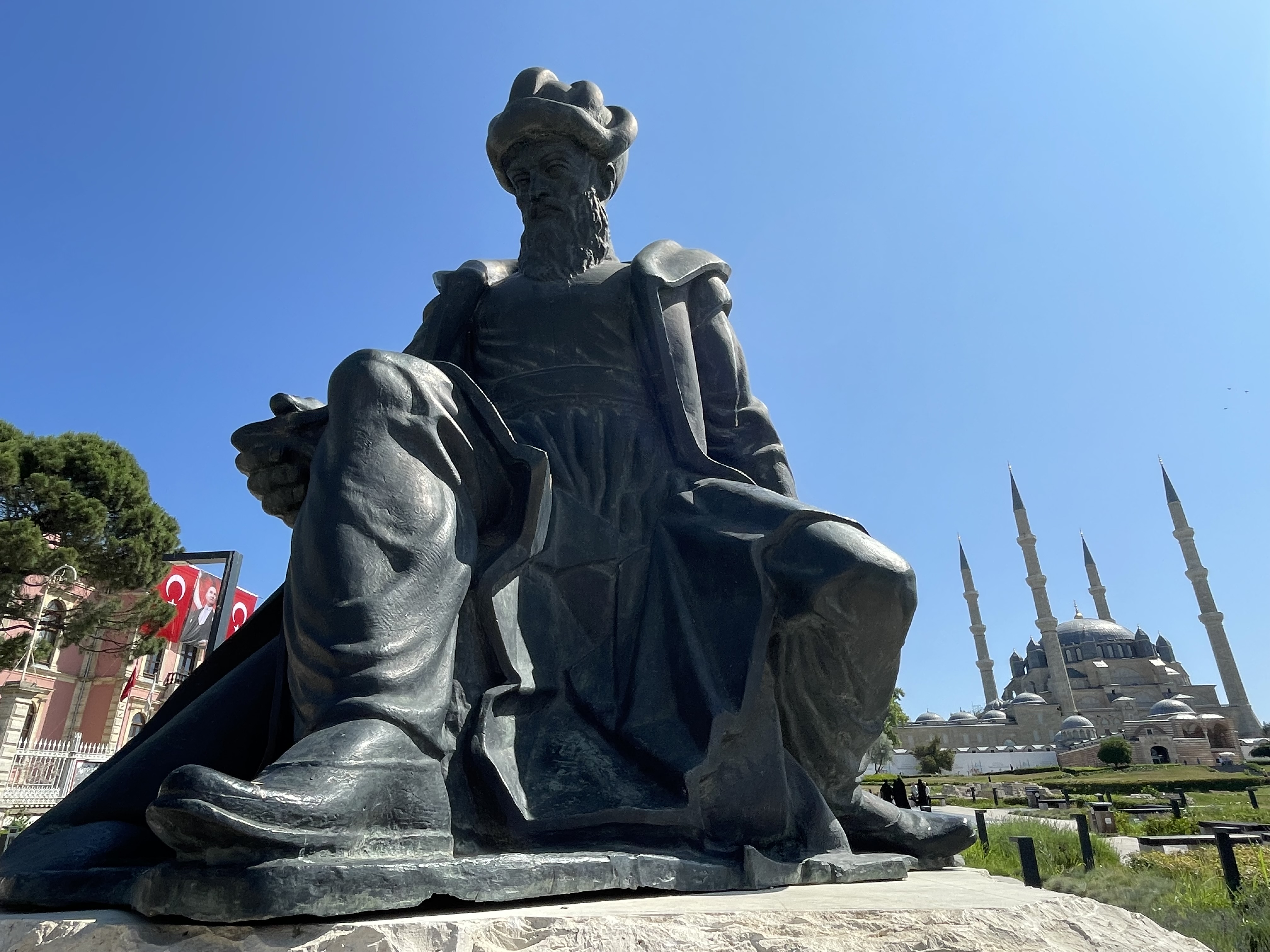
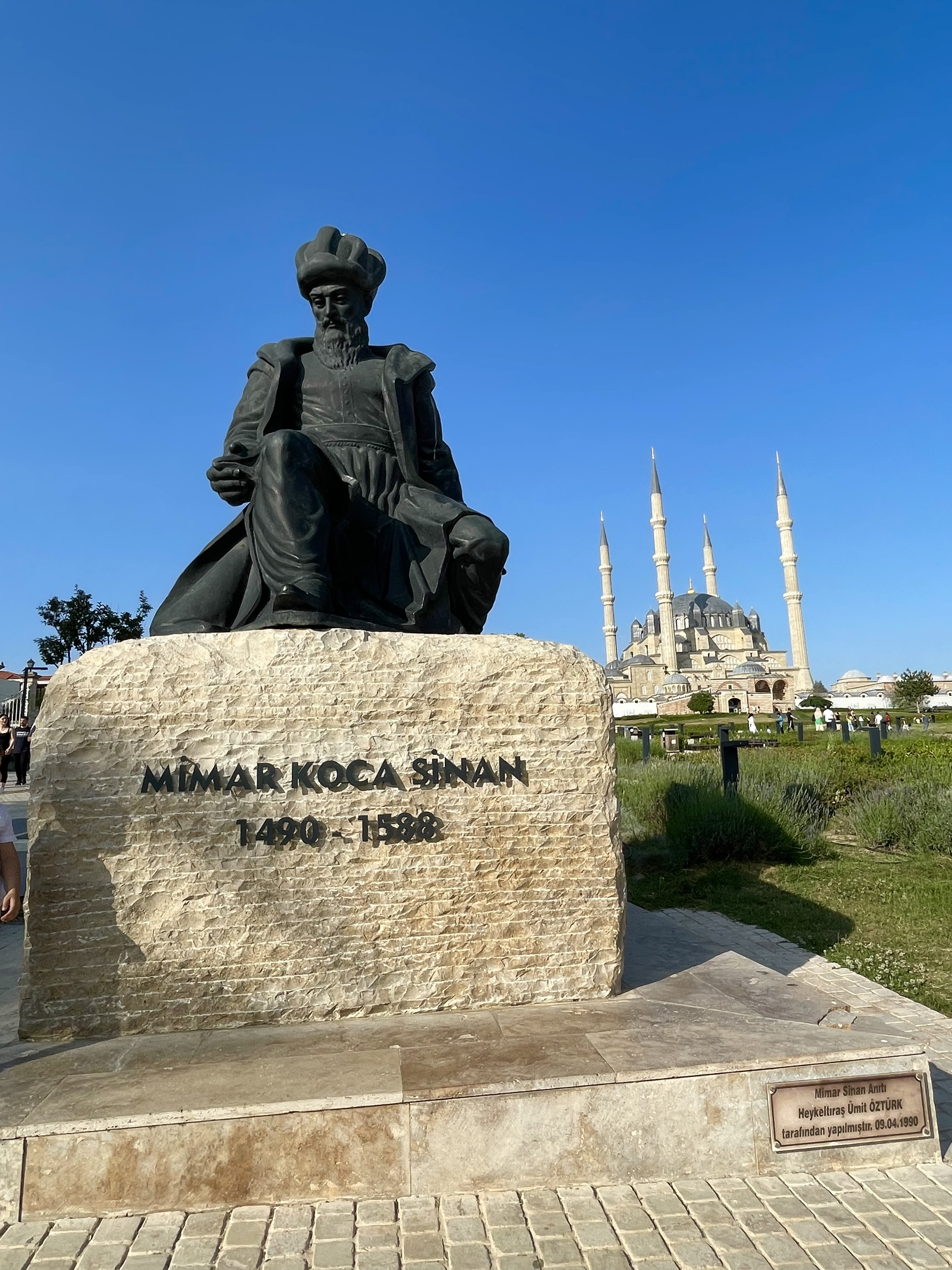
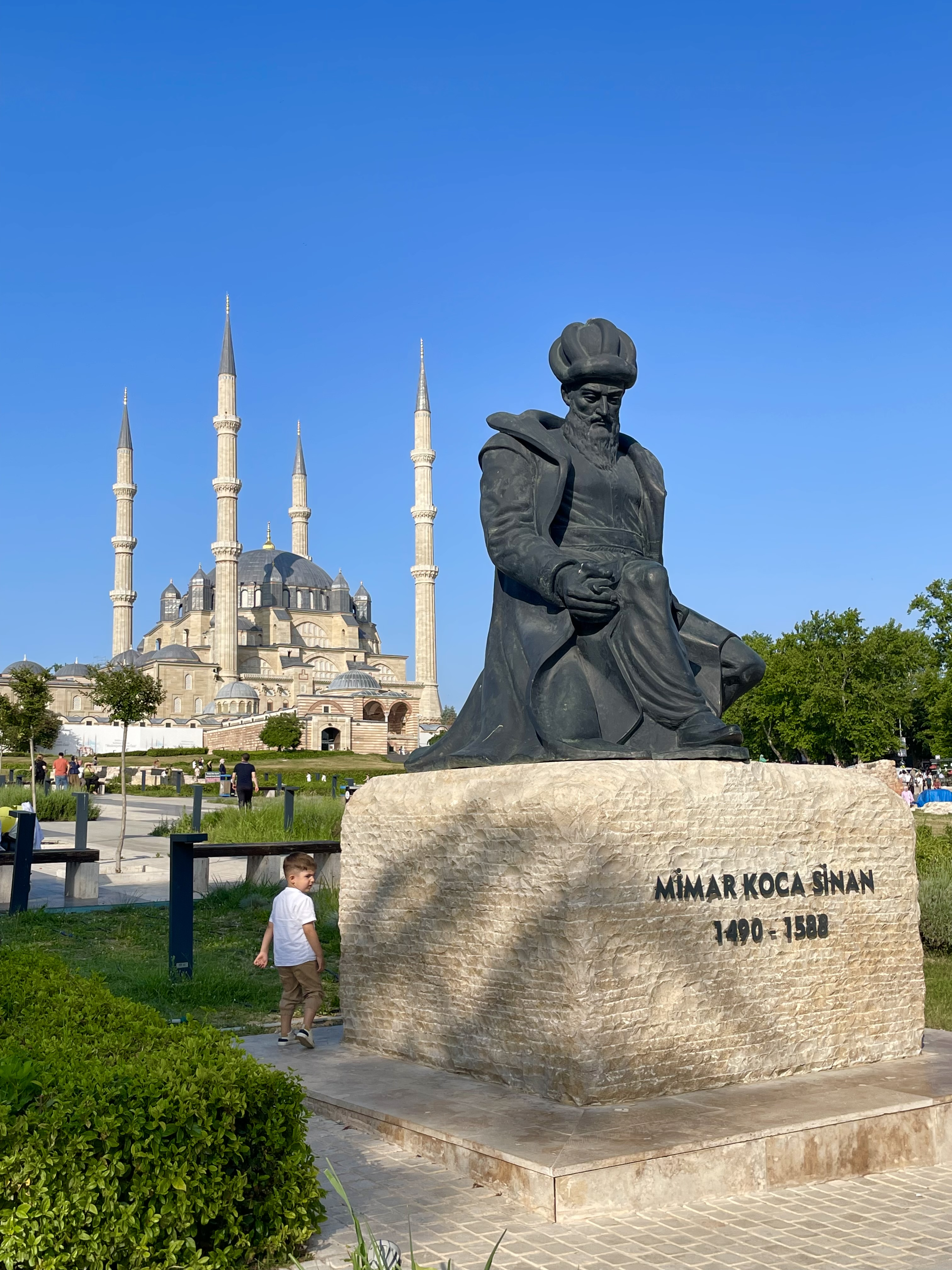
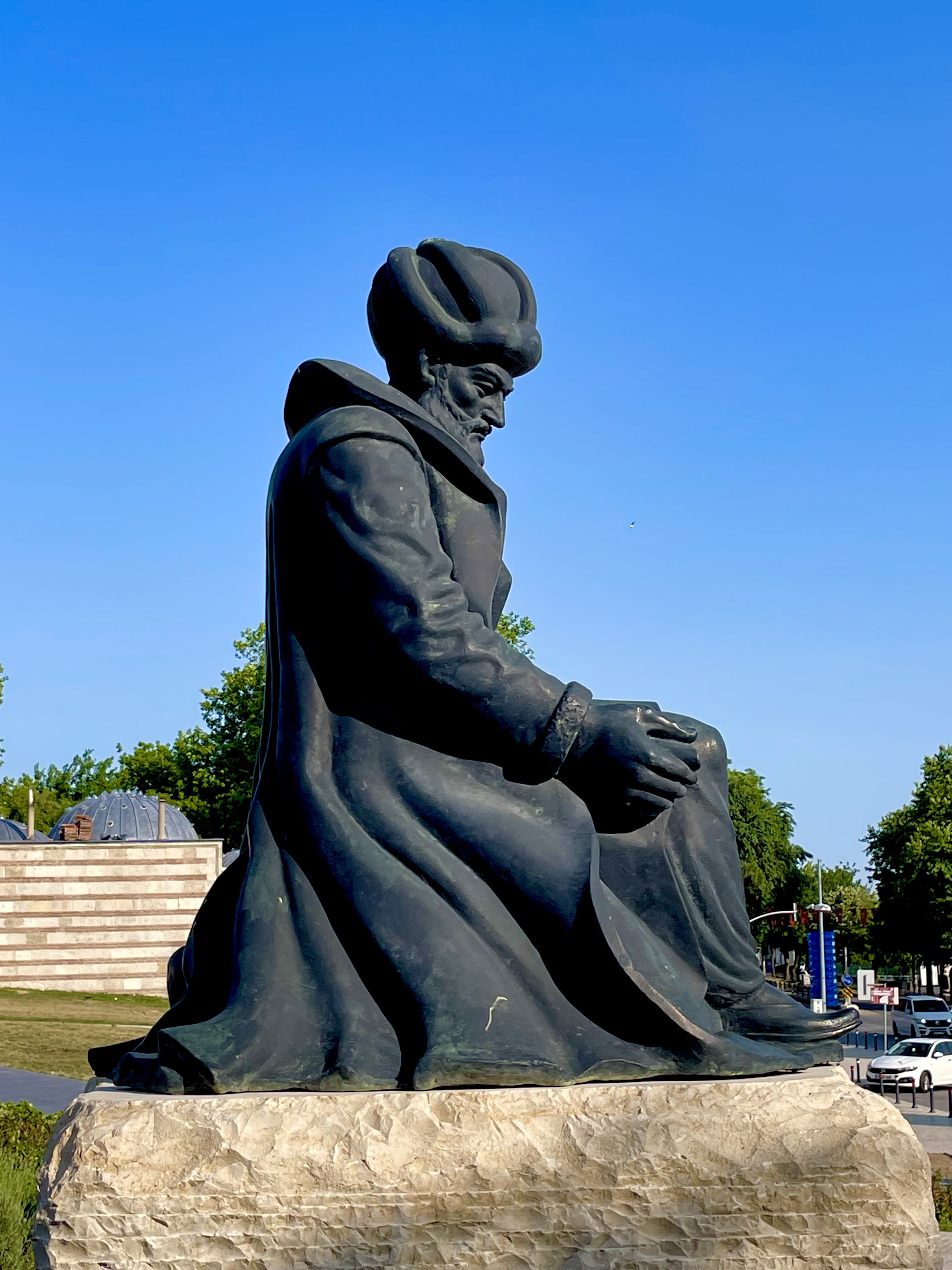